# Bologna Outdoor
Bologna Outdoor – męski turniej tenisowy wchodzący w skład rozgrywek ATP World Tour rozgrywany na nawierzchni ziemnej w Bolonii w latach 1985–1998.

## Mecze finałowe

### gra pojedyncza mężczyzn
| Rok  | Zwycięzca           | Finalista           | Wynik               |
| 1998 | Julián Alonso       | Karim al-Alami      | 6:1, 6:4            |
| 1997 | Félix Mantilla      | Gustavo Kuerten     | 4:6, 6:2, 6:1       |
| 1996 | Alberto Berasategui | Carlos Costa        | 6:3, 6:4            |
| 1995 | Marcelo Ríos        | Marcelo Filippini   | 6:2, 6:4            |
| 1994 | Javier Sánchez      | Alberto Berasategui | 7:6(3), 4:6, 6:3    |
| 1993 | Jordi Burillo       | Andriej Czerkasow   | 7:6(4), 6:7(7), 6:1 |
| 1992 | Jaime Oncins        | Renzo Furlan        | 6:2, 6:4            |
| 1991 | Paolo Canè          | Jan Gunnarsson      | 5:7, 6:3, 7:5       |
| 1990 | Richard Fromberg    | Marc Rosset         | 4:6, 6:4, 7:6       |
| 1989 | Javier Sánchez      | Franco Davín        | 6:1, 6:0            |
| 1988 | Alberto Mancini     | Emilio Sánchez      | 7:5, 7:6            |
| 1987 | Kent Carlsson       | Emilio Sánchez      | 6:2, 6:1            |
| 1986 | Martín Jaite        | Paolo Canè          | 6:2, 4:6, 6:4       |
| 1985 | Thierry Tulasne     | Claudio Panatta     | 6:2, 6:0            |

### gra podwójna mężczyzn
| Rok  | Zwycięzcy                           | Finaliści                         | Wynik         |
| 1998 | Brandon Coupe Paul Rosner           | Giorgio Galimberti Massimo Valeri | 7:6, 6:3      |
| 1997 | Gustavo Kuerten Fernando Meligeni   | Dave Randall Jack Waite           | 6:2, 7:5      |
| 1996 | Brent Haygarth Christo Van Rensburg | Karim al-Alami Gábor Köves        | 6:1, 6:4      |
| 1995 | Byron Black Jonathan Stark          | Libor Pimek Vince Spadea          | 7:5, 6:3      |
| 1994 | John Fitzgerald Patrick Rafter      | Vojtěch Flégl Andrew Florent      | 6:3, 6:3      |
| 1993 | Danie Visser Laurie Warder          | Luke Jensen Murphy Jensen         | 4:6 6:4, 6:4  |
| 1992 | Luke Jensen Laurie Warder           | Javier Frana Javier Sánchez       | 6:2, 6:3      |
| 1991 | Luke Jensen Laurie Warder           | Luiz Mattar Jaime Oncins          | 6:4, 7:6      |
| 1990 | Gustavo Luza Udo Riglewski          | Jérôme Potier Jim Pugh            | 7:6, 4:6, 6:1 |
| 1989 | Sergio Casal Javier Sánchez         | Tomas Nydahl Jörgen Windahl       | 6:2, 6:3      |
| 1988 | Emilio Sánchez Javier Sánchez       | Rolf Hertzog Marc Walder          | 6:1, 7:6      |
| 1987 | Sergio Casal Emilio Sánchez         | Claudio Panatta Blaine Willenborg | 6:3, 6:2      |
| 1986 | Paolo Canè Simone Colombo           | Claudio Panatta Blaine Willenborg | 6:1, 6:2      |
| 1985 | Paolo Canè Simone Colombo           | Jordi Arrese Alberto Tous         | 7:5, 6:4      |